# Washington Hunt

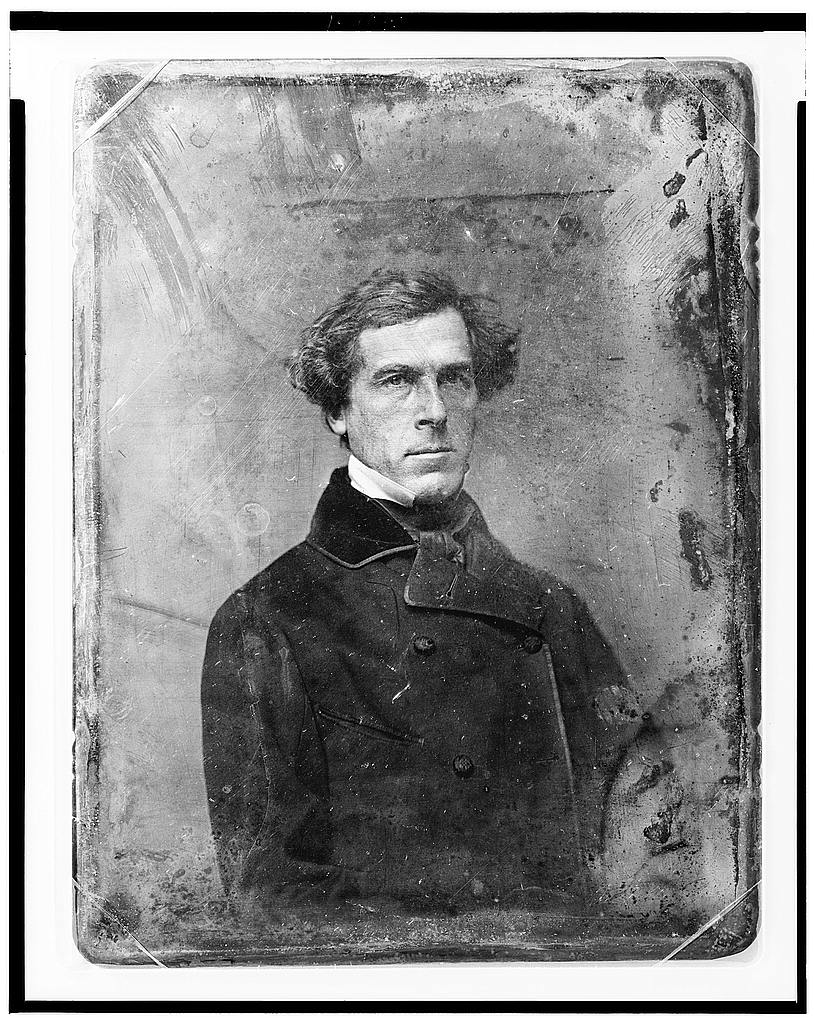
Washington Hunt

Washington Hunt, född 5 augusti 1811 i Greene County, New York, död 2 februari 1867 i New York, var en amerikansk politiker (whig). Han var den 19:e guvernören i New York 1851-1852.
Hunt arbetade som domare i Niagara County 1836-1841. Han var ledamot av USA:s representanthus 1843-1849. Han vann 1850 års guvernörsval i New York som whigpartiets kandidat och kandiderade 1852 till omval men förlorade mot demokraten Horatio Seymour.
Hunts grav finns på Glenwood Cemetery i Lockport.